# Fife (Waszyngton)
Fife – miasto w Stanach Zjednoczonych, w stanie Waszyngton, w hrabstwie Pierce.